# Чемпіонат Німеччини з хокею 1937
Чемпіонат Німеччини з хокею 1937 — 21-й регулярний чемпіонат Німеччини з хокею, чемпіоном став клуб СК Берлін.
Матчі попереднього раунду проходили 2 та 4 лютого 1937 року у Дюссельдорфі, а фінального раунду 5 та 7 лютого 1937 року в Нюрнбергу.

## Попередній етап

### Група А
- СК Берлін — ХК Нюрнберг 3:0
- СК Берлін — Вайсвассер 9:1
- СК Берлін — Альтонаер СВ 3:0
- ХК Нюрнберг — Вайсвассер 11:1
- ХК Нюрнберг — Альтонаер СВ 5:1
- Вайсвассер — Альтонаер СВ 2:1

| М  | Команда      | І | Пер | Н | Пор | Ш    | О |
| -- | ------------ | - | --- | - | --- | ---- | - |
| 1. | СК Берлін    | 3 | 3   | 0 | 0   | 15:1 | 6 |
| 2. | ХК Нюрнберг  | 3 | 2   | 0 | 1   | 16:5 | 4 |
| 3. | Вайсвассер   | 3 | 1   | 0 | 2   | 4:21 | 2 |
| 4. | Альтонаер СВ | 3 | 0   | 0 | 3   | 2:10 | 0 |

Скорочення: М = підсумкове місце, І = ігри, Пер = перемоги, Н = нічиї, Пор = поразки, Ш = закинуті та пропущені шайби, О = набрані очки

### Група В
- СК Ріссерзеє — СВ Растенбург 1:0
- СК Ріссерзеє — СК Бранденбург Берлін 2:0
- СК Ріссерзеє — ХК Кріммічау 3:0
- СВ Растенбург — СК Бранденбург Берлін 3:1
- СВ Растенбург — ХК Кріммічау 5:0
- СК Бранденбург Берлін — ХК Кріммічау 2:0

| М  | Команда               | І | Пер | Н | Пор | Ш    | О |
| -- | --------------------- | - | --- | - | --- | ---- | - |
| 1. | СК Ріссерзеє          | 3 | 3   | 0 | 0   | 6:0  | 6 |
| 2. | СВ Растенбург         | 3 | 2   | 0 | 1   | 8:2  | 4 |
| 3. | СК Бранденбург Берлін | 3 | 1   | 0 | 2   | 3:5  | 2 |
| 4. | ХК Кріммічау          | 3 | 0   | 0 | 3   | 0:10 | 0 |

### Група С
- Дюссельдорф ЕГ — Зелендорфер Веспен 2:0
- Дюссельдорф ЕГ — ХК Фюссен 0:0
- Дюссельдорф ЕГ — Кенігсберг 5:2
- Зелендорфер Веспен — ХК Фюссен 1:0
- Зелендорфер Веспен — Кенігсберг 4:0
- ХК Фюссен — Кенігсберг 3:1

| М  | Команда            | І | Пер | Н | Пор | Ш    | О |
| -- | ------------------ | - | --- | - | --- | ---- | - |
| 1. | Дюссельдорф ЕГ     | 3 | 2   | 1 | 0   | 7:2  | 5 |
| 2. | Зелендорфер Веспен | 3 | 2   | 0 | 1   | 5:2  | 4 |
| 3. | ХК Фюссен          | 3 | 1   | 1 | 1   | 3:2  | 3 |
| 4. | Кенігсберг         | 3 | 0   | 0 | 3   | 3:12 | 0 |

## Фінальний раунд
- СК Берлін — СК Ріссерзеє 1:1
- СК Берлін — Дюссельдорф ЕГ 4:0
- СК Ріссерзеє — Дюссельдорф ЕГ 2:1

| М  | Команда        | І | Пер | Н | Пор | Ш   | О |
| -- | -------------- | - | --- | - | --- | --- | - |
| 1. | СК Берлін      | 2 | 1   | 1 | 0   | 5:1 | 3 |
| 2. | СК Ріссерзеє   | 2 | 1   | 1 | 0   | 3:2 | 3 |
| 3. | Дюссельдорф ЕГ | 2 | 0   | 0 | 2   | 1:6 | 0 |

## Фінальний матч
«Лінде стадіон» Нюрнберг 6000 глядачів: СК Берлін — СК Ріссерзеє 3:0 (1:0, 0:0, 2:0)

## Склад чемпіонів
Склад СК Берлін: Тео Кауфманн, Макс Рогде, Еріх Ремер, Руді Бол, Густаф Єнеке, Пол Траутманн, Вернер Корфф, Вернер Георг, Хаффнер, Курт Адлер, Сольдманн.